# 帰納
帰納（きのう、英: Induction）とは、個別的・特殊的な事例から一般的・普遍的な規則・法則を見出そうとする論理的推論の方法のこと。演繹においては前提が真であれば結論も必然的に真であるが、帰納においては前提が真であるからといって結論が真であることは保証されない。
なお数学的帰納法・構造的帰納法・整礎帰納法・完全帰納法・累積帰納法・超限帰納法などの帰納法は、名前と違い帰納ではなく演繹である。

## 帰納の限界
一般的にいって帰納は、あくまでも確率・確度といった蓋然性の導出に留まる。例えば、「ネコaはネズミを追いかける」「ネコbはネズミを追いかける」「ネコcはネズミを追いかける」という事例が幾つかあるので、「全てのネコはネズミを追いかける」と結論を下すとしよう。ここでは、自分が見たネコだけから「全てのネコ」という全称命題に範囲を飛躍させている。しかし、この先新たにネズミを追いかけない猫が発見される可能性は常にある。したがって、「全てのネコはネズミを追いかける」と定式化することには疑問が残る。

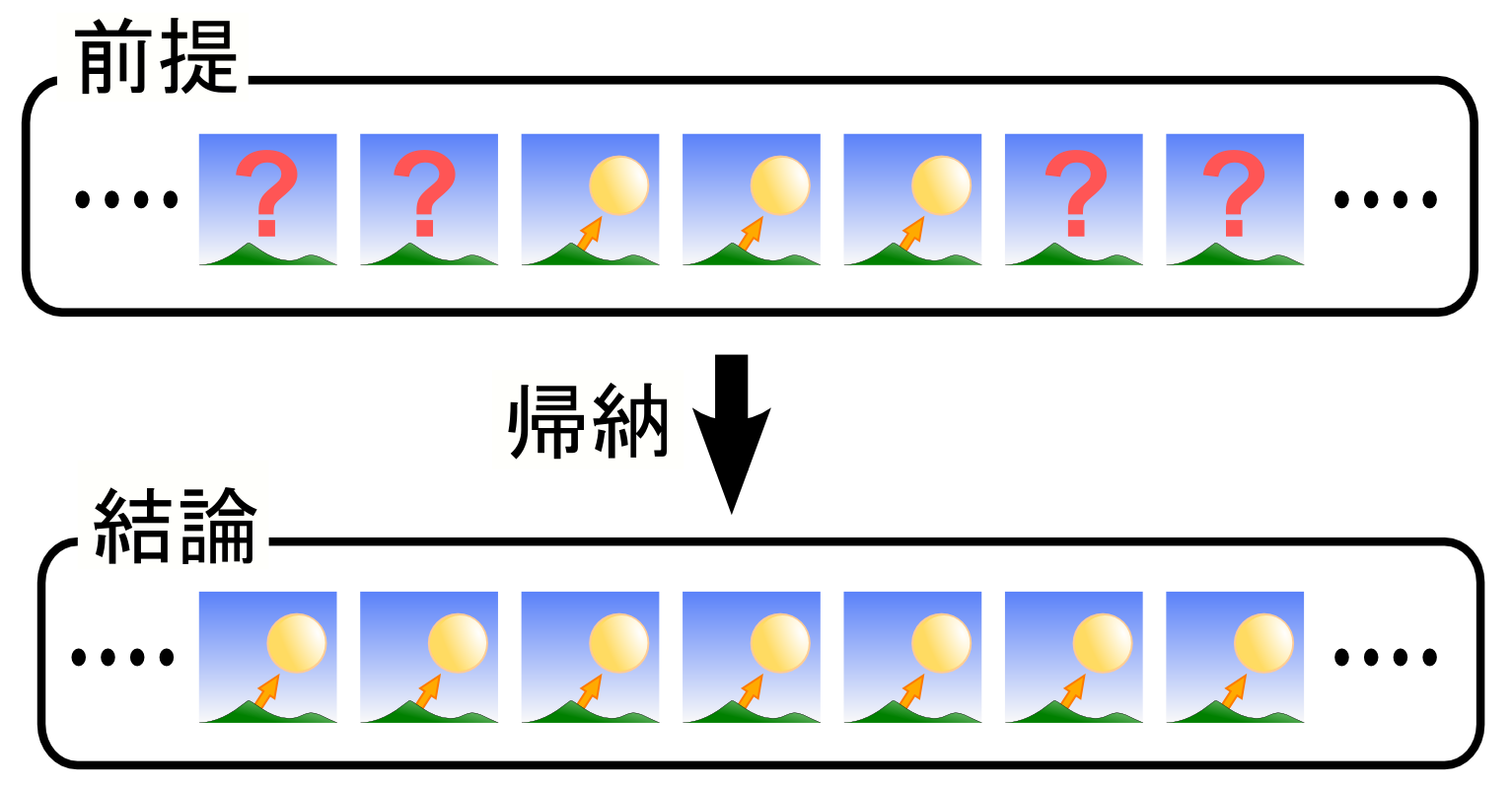

また、次のような例でも同様のことが言える。地上で太陽を観測し、三日かけて次の観測事実を得たとする。「一昨日も、昨日も、今日も、太陽は東の高い山の脇から上ってきた」。ここから次のように結論するのが枚挙的帰納法である。「太陽はいつも、東の高い山の脇から上る」。
演繹で用いられている例と帰納を対比させるとこうなる。「人であるソクラテスは死んだ。人であるプラトンは死んだ。人であるアリストテレスは死んだ。したがって人は全て死ぬ」。つまり、帰納は一般化に基づく。
一般的にいえば、帰納とは何かしらの知的判断能力を有する生物が行動学習をする際の根本的な原理を定式化したものである。フランシス・ベーコンの提出したこの帰納という概念をより人間学的に咀嚼したものが、ジョン・ロックの経験論である。
データから理論を導き出す試み、すなわち帰納的推理はベーコンらによって始められ、ジョン・スチュアート・ミルの『論理学体系』においてある程度体系化され、その後近代論理学や統計学と結びついて研究されている。

## 他の推論方法との比較
帰納という言葉は広義には演繹ではない推論（枚挙的帰納法、アナロジー、アブダクション）全般のことを指すが、狭義には枚挙的帰納法（英: enumerative induction）のことを指す言葉として使われる。ここでは演繹を含め、それぞれの推論が持つ特徴を比較する。
|                            | 演繹（deduction）                                                            | 演繹ではない推論（広い意味での帰納 induction）                | 演繹ではない推論（広い意味での帰納 induction）                | 演繹ではない推論（広い意味での帰納 induction）                               |
| 枚挙的帰納法（狭義の帰納） | 演繹（deduction）                                                            | アナロジー(類推)                                              | アブダクション(仮説形成)                                      |                                                                              |
| -------------------------- | ---------------------------------------------------------------------------- | ------------------------------------------------------------- | ------------------------------------------------------------- | ---------------------------------------------------------------------------- |
| 例                         | <前提1>Aが成立するならばBは成立する。 <前提2>Aが成立している。               | <前提1>a1はPを満たす。 <前提2>a2もPを満たす。                 | <前提1>aはPを満たす。 <前提2>bはaと似ている。                 | <前提1>Aが成立している。 <前提2>Hが正しいと仮定すると、Aがうまく説明される。 |
| 例                         | <結論>Bは成立する。                                                          | <結論>（たぶん）全てのaはPを満たす。                          | <結論> （たぶん）bはPを満たす。                               | <結論> （たぶん）Hは正しい。                                                 |
| 情報量                     | 増えない。 （結論の内容は全て前提の内容に含まれている）                      | 増える。 （結論は、前提に含まれていた内容を超える内容を持つ） | 増える。 （結論は、前提に含まれていた内容を超える内容を持つ） | 増える。 （結論は、前提に含まれていた内容を超える内容を持つ）                |
| 真理保存性                 | ○ （妥当な演繹的推論は、前提が正しければ（健全であれば）、必ず結論は正しい） | × （前提が正しくても、結論の正しさは保証されない）            | × （前提が正しくても、結論の正しさは保証されない）            | × （前提が正しくても、結論の正しさは保証されない）                           |

## 確証性の原理
このように、帰納とは、個別・特殊的事実の多さから結論がどのくらい確からしいものかを導くための推理といえる。これは確証性の原理とも呼ばれ、次のように定式化されている。「法則に関連する観察が増えれば増えるほど、その法則の確からしさは増大する」。

## 帰納の正当化

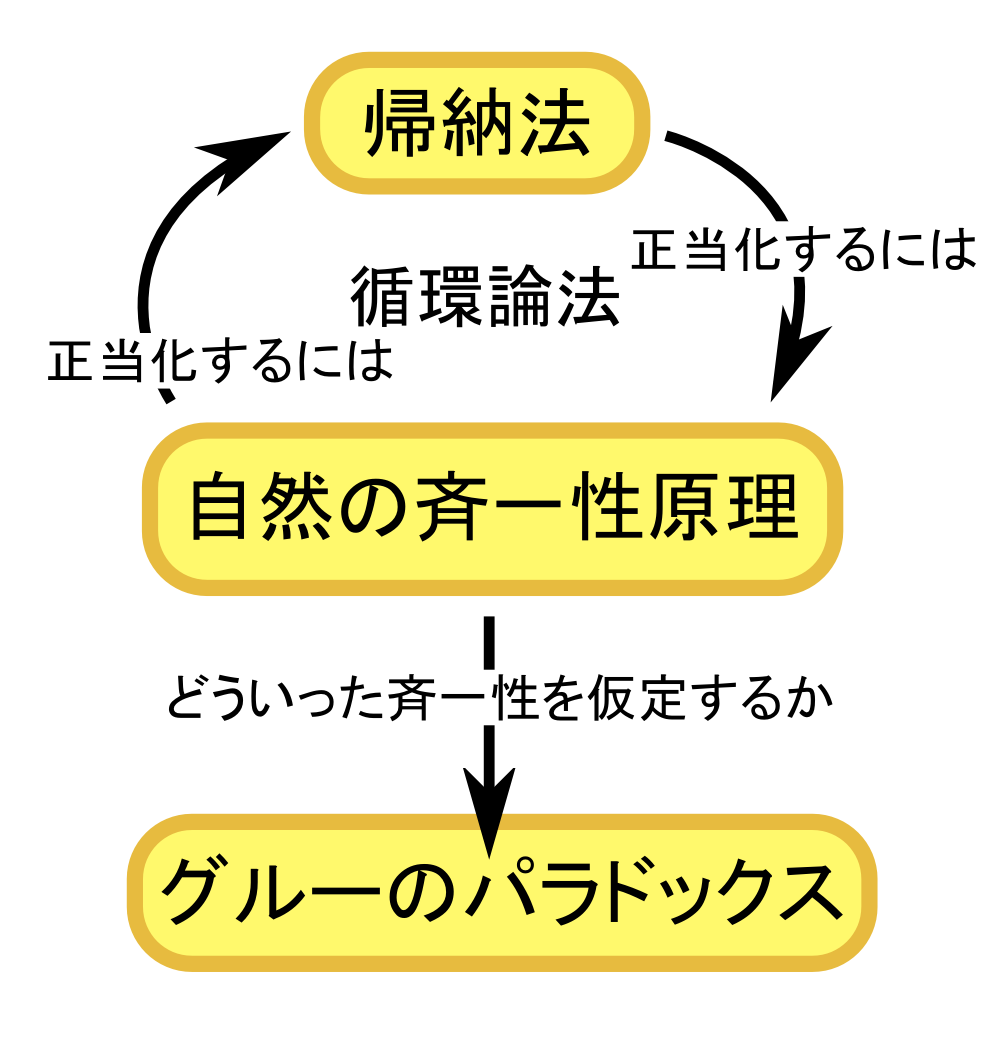
帰納とその周辺概念との関係　枚挙的帰納法と自然の斉一性原理は、その正当化に関して互いに循環する。また斉一性原理はグルーのパラドックスという問題を持つ。

一方、確実性の根拠としての枚挙的帰納法による証明を試みようとすれば、論理的な困難が生じる。枚挙的帰納法によってなんらかの仮説を（蓋然的にではなく確実的に）正当化する場合、当の証明者は「全ての物事は、他に事情がない限り、いままで通り進んでいく」という斉一性の原理に従っている（自然の斉一性を参照されたし）。しかし、この原理を正当化するすべは（少なくとも枚挙的帰納法による証明のうちには）ない。
しかし、ある現象に関する理論が存在しないか確実でない場合には演繹は成立しない。そのような場合でも帰納は成立するので、帰納は新しい分野を開発し、新しい理論を模索する場では先ず仮説を立てるための方法として極めて重要である。自然科学では観察や実験が重視され、そこからさまざまな仮説が作られ、それがその分野の進歩の基礎となるが、そこから得られる判断は常に帰納的である。

## 枚挙的帰納法の欠点
確証性の原理をとるにせよ、斉一性の原理をとるにせよ、枚挙的帰納法で仮説を正当化する企ては、なんらかの壁にぶつかるのである。
特によくあるのは、早すぎる一般化である。枚挙的帰納法が間違う有名な例として、"「ビールには水が入っている」、「ウィスキーにも水が入っている」、「ブランデーにも水が入っている」、よって「水を飲むと酔っ払う」" というものがある。
また、枚挙的帰納法の危険性を表現した次のような寓話も知られている。（この帰納主義の七面鳥の寓話はバートランド・ラッセルの作とも言われている。）

ある七面鳥が毎日9時に餌を与えられていた。それは、あたたかな日にも寒い日にも雨の日にも晴れの日にも9時であることが観察された。そこでこの七面鳥はついにそれを一般化し、餌は9時になると出てくるという法則を確立した。

そして、クリスマスの前日、9時が近くなった時、七面鳥は餌が出てくると思い喜んだが、餌を与えられることはなく、かわりに首を切られてしまった。

帰納の欠点は、下記の3つである。
1. 事実の理論負荷性。ノーウッド・ラッセル・ハンソンによって提示された。その事実の成立を可能とする理論的文脈や社会的背景なしに、事実は存在し得ない。「思い込みや先入観のない事実」は存在しない、絶対的客観性はあり得ない、ということである。帰納の前提となる事実は、完全には信頼できないものである。
2. 帰納の飛躍。ジョン・スチュワート・ミルによって提示された。どれだけデータ（事実）を集めてもその数は有限であり、無限の事柄を言い当てる全称命題は導出できない。帰納には、有限から無限への無理な飛躍がある。
3. 簡潔性原理の前提。「自然法則は簡潔な構造を持つ」ということを前提にしなければ、帰納は集められたデータから一意的な決定ができない。複数の法則に帰結するようであれば帰納は意味をなさないが、実際は多様性につきまとわれる。そのために、簡潔な法則を選択するという前提があるのだが、その原理自体を帰納では証明できない。

## 完全帰納法と不完全帰納法
枚挙的帰納法において、全ての場合を網羅している場合を完全帰納法（英: perfect induction）、一部しか網羅していない場合を不完全帰納法（英: imperfect induction）という。
なお、数学的帰納法の一種で、k以下の全てで命題が真であるときk+1の場合も命題が真であることを示す方法を complete induction と言うが、こちらも日本語では完全帰納法と訳されているため注意が必要である。